# Monte Leone
Il Monte Leone (3.552 m s.l.m.) è la montagna più alta delle Alpi Lepontine. Si trova lungo il confine tra l'Italia (Piemonte) e la Svizzera (Canton Vallese).

## Caratteristiche

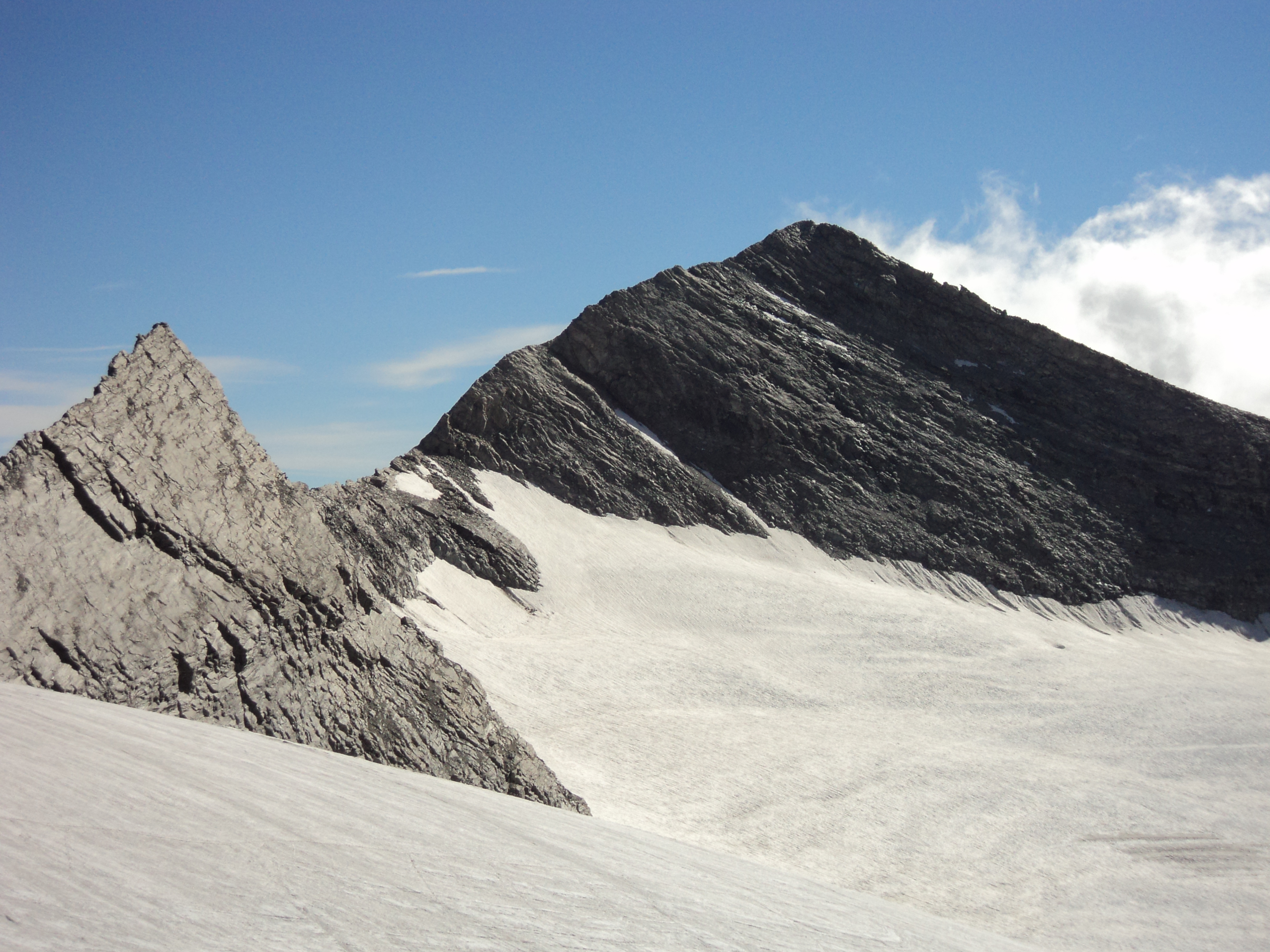
Ghiacciaio Del Monte Leone Parte Svizzera

- Si trova lungo la linea di confine tra Italia e Svizzera, completamente nella regione geografica italiana; dal versante italiano, il lato est, si presenta imponente; mentre il suo profilo è molto più dolce sul versante ovest, quello del passo del Sempione.

## Toponimo
Il nome potrebbe derivare dalla somiglianza della vetta (faccia ovest della cresta sud) al profilo di un leone. Si vede molto bene dalla vetta del Seehorn. Secondo altri deriva da Munt d'l'Aiun, cioè cima che si trova nei pascoli di proprietà dell'Aione, nella zona dell'Alpe Veglia.

## Ascesa alla vetta

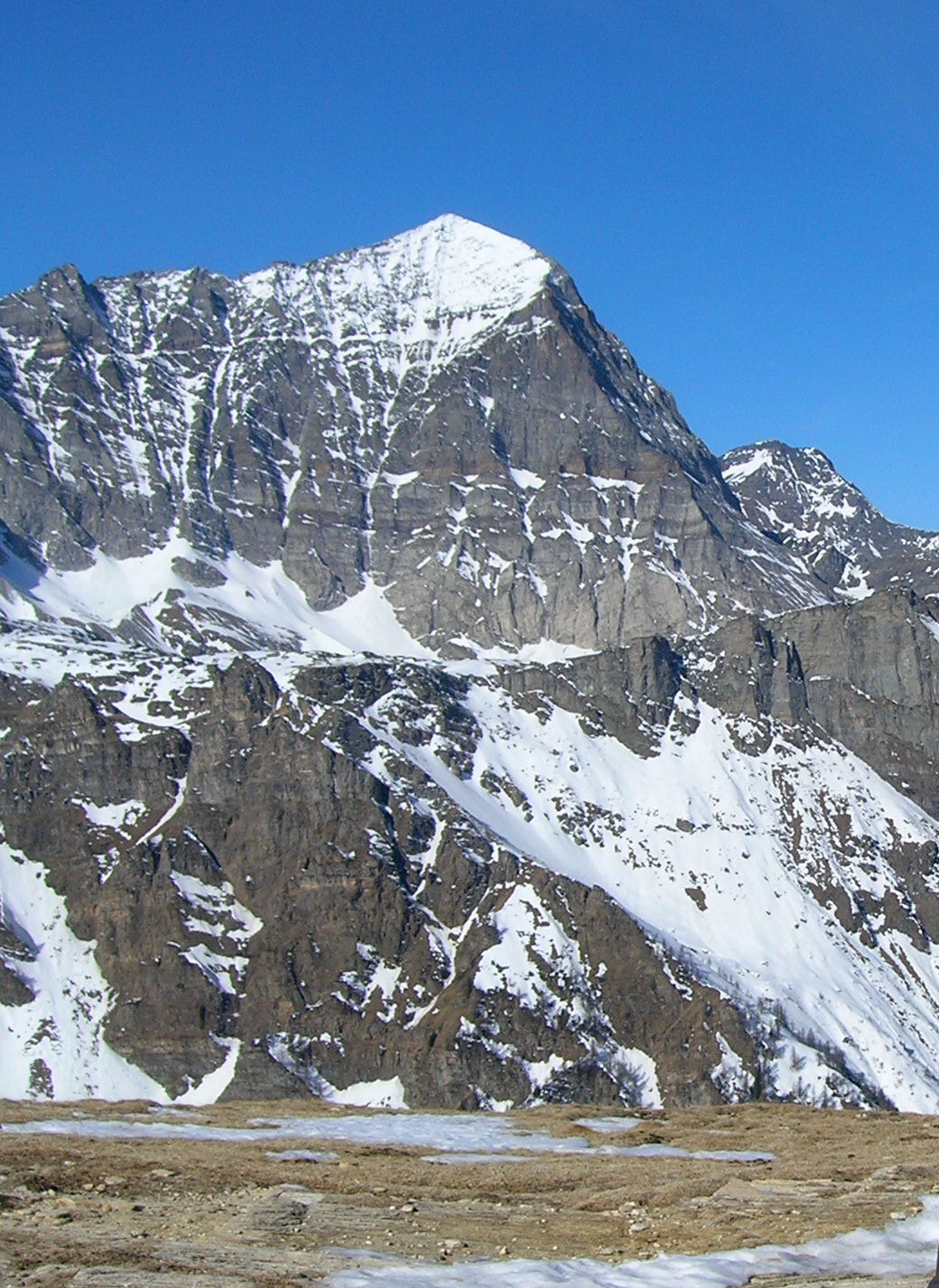
Il monte Leone dal monte Teggiolo (sud-est)

Il Monte Leone è raggiungibile da Varzo, dal Passo del Sempione e da Briga.
La via normale parte dal passo del Sempione. Dal passo ci si incammina subito dietro l'Ospizio del Sempione e si sale ad oriente contornando l'Hübschhorn. Si risale poi la morena glaciale e poi l'Homattugletscher, ghiacciaio che porta al Breithornpass (valico tra il Breithorn ed il Monte Leone). Dal valico si costeggia in alto l'Alpjegletscher ed infine si sale il monte per la sua cresta occidentale oppure per quella meridionale.
Dal versante italiano si sale dall'Alpe Veglia fino al lago d'Avino contornando la parete nord-est della montagna. Dal lago si sale al Passo Fné dal quale dopo non poco sviluppo si raggiunge il ghiacciaio Alpjegletscher. Risalendo un tratto di ghiacciaio si prende la cresta meridionale oppure quella occidentale e si raggiunge la vetta.